# Poli(metil-metakrilát)
A poli(metil-metakrilát) (PMMA, vagy plexi) üvegszerű, átlátszó műanyag, a metakrilsav metil-észterének polimerje.
A jobb oldali információs doboz  a plexiüveg monomeregységének szerkezeti képletét ábrázolja. A polimer ennek az egységnek a sorozata.  
Az iparban előszeretettel használják átlátszó felületek képzésére, ahol üveg a törékenysége miatt nem alkalmazható.

## Egyéb elnevezései
- Plexiglas fajtanévvé vált védjegy[1]
- plexi (zsargon)
- poli-metil-metakrilát
- PMMA
- PMMA extrudált
- akril

## Szintézis
Monomerből polimerizáció útján

## Megmunkálása

### Ragasztás
A ragasztásához általában oldószeres ragasztót használnak, amely a teljes kiszilárdulás után merev kötést biztosít. A kötést úgy biztosítja, hogy a ragasztandó felületeket kissé megoldja, majd azokat összeillesztve az oldószer elpárolgását követően adhéziós kötést biztosít. Száradást követően, lehet víztiszta, opálos, átlátszó valamilyen szín árnyalattal (pl. sárgás árnyalatú átlátszó).
Az oldószeres ragasztót alumínium dobozban, tubusban, illetve üvegben kell tárolni!

## Tulajdonságai
- Kiváló optikai tulajdonságokkal rendelkezik, kedvező ára miatt az egyik legkeresettebb műanyag.
- Hőre lágyuló, könnyen megmunkálható; szilánkmentesen törik,
- Sűrűsége 1,19 g/cm³, így a plexi sűrűsége kb. fele az üvegének, ez bizonyos alkalmazásoknál jelentős előny, ugyanakkor rugalmassága révén saját súlya alatt is képes behajlani, ami az üveg merevségével szemben bizonyos alkalmazásoknál hátrány.
- Viszonylag alacsony felületi keménységének köszönhetően könnyen karcolódik.

### Hasonló polimer
- Metakrilát

## Felhasználása

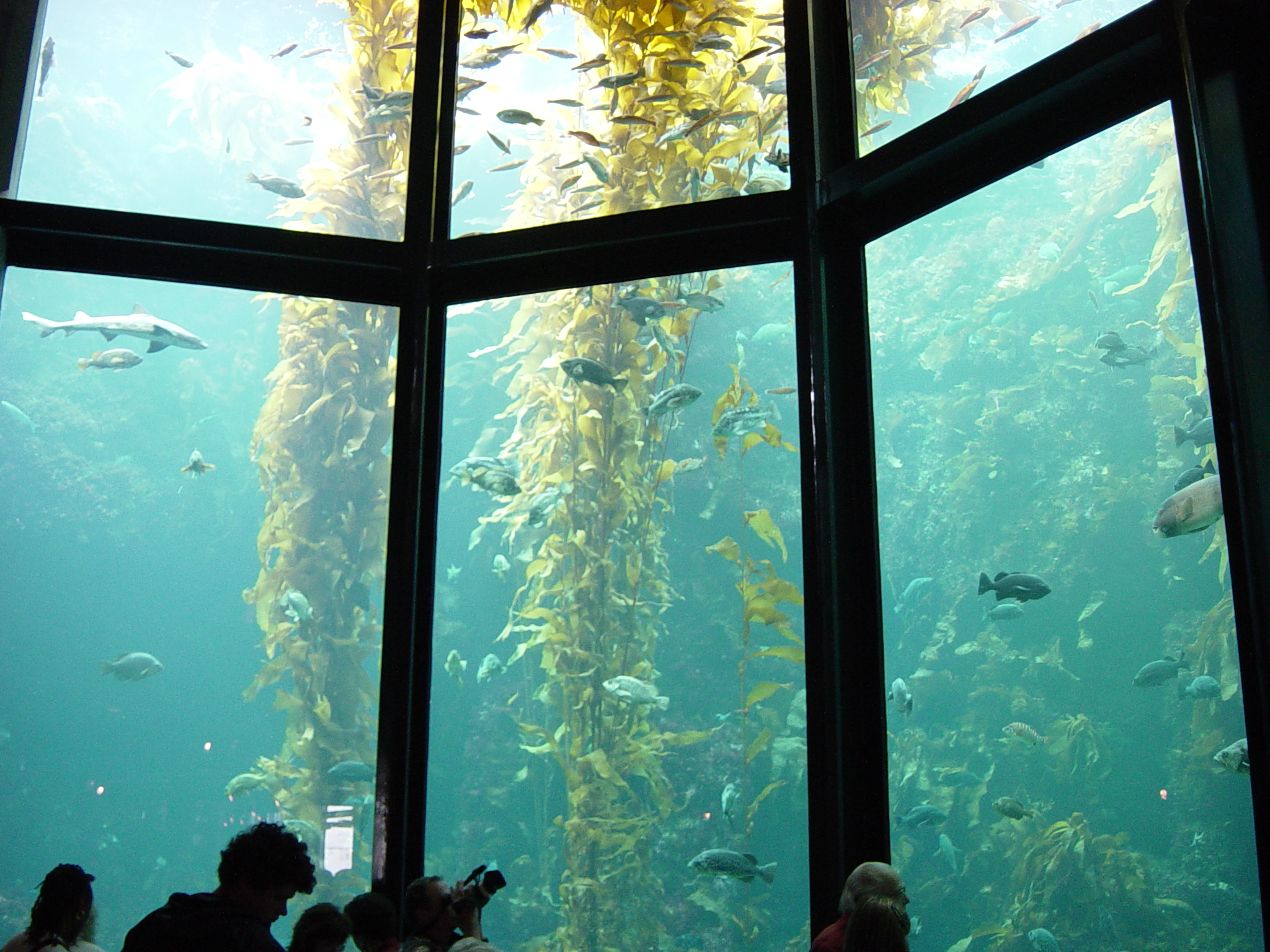
Akváriumüveg PMMA-ból

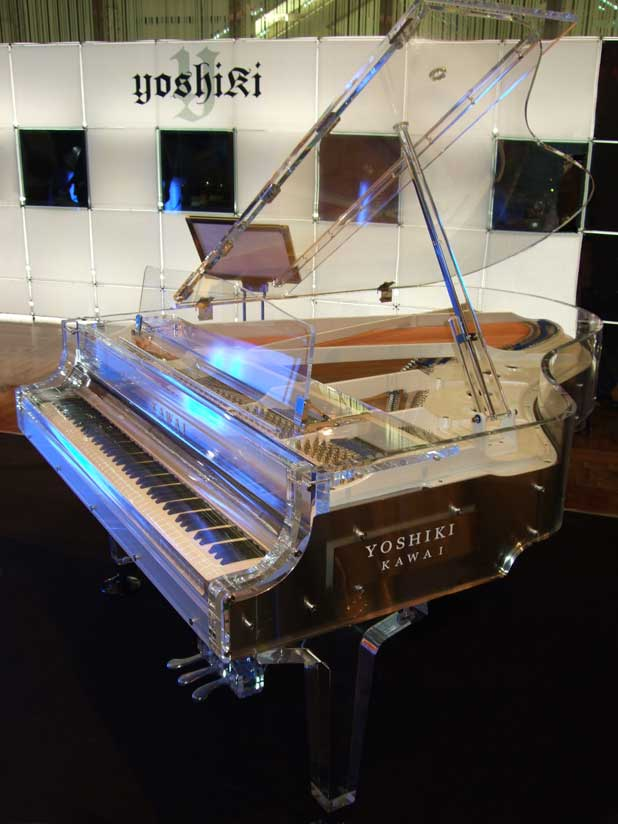
Kawai átlátszó zongora

### Törésellenálló üveg
- Használható például szélvédők anyagaként, mert biztonsági szempontból is előnyös.
- Keret nélküli átlátszó ajtóként-ablakként használható.
- A NASA-nál is alkalmazzák ellenálló tulajdonságai miatt (pl. az űrruhák sisakja is plexiüvegből van gyártva.[forrás?])

### Orvosi technológia és beültetés
A „hagyományos”, régi, merev kontaktlencsék anyaga.

### Művészettechnika
Reklámozással összefüggő áruk, például prospektustartó vagy világító reklámtábla.